# Agelaioides
Genre
Agelaioides est un genre de passereaux de la famille des Icteridae.

## Liste des espèces
Selon la classification de référence du Congrès ornithologique international (version 6.4, 2016) :
- Agelaioides badius (Vieillot, 1819)
  - Agelaioides badius badius (Vieillot, 1819)
  - Agelaioides badius bolivianus (Hellmayr, 1917)
- Agelaioides fringillarius (von Spix, 1824), le Carouge de Spix.